# Institut für Cusanus-Forschung
Das Institut für Cusanus-Forschung an der Universität und der Theologischen Fakultät Trier ist ein wissenschaftliches Institut in der Trägerschaft der Cusanus-Gesellschaft und befasst sich mit der Erforschung von Leben und Werk des Nikolaus von Kues (1401–1464), bezieht dabei aber auch dessen geistesgeschichtliches Umfeld und seine Wirkungsgeschichte mit ein.
Das Institut pflegt enge Kontakte zu Cusanus-Forschern und den Cusanus-Gesellschaften auf der ganzen Welt: Argentinien, Japan, USA, Italien, Irland, Frankreich, Russland, Bulgarien, Portugal, Spanien und andere.

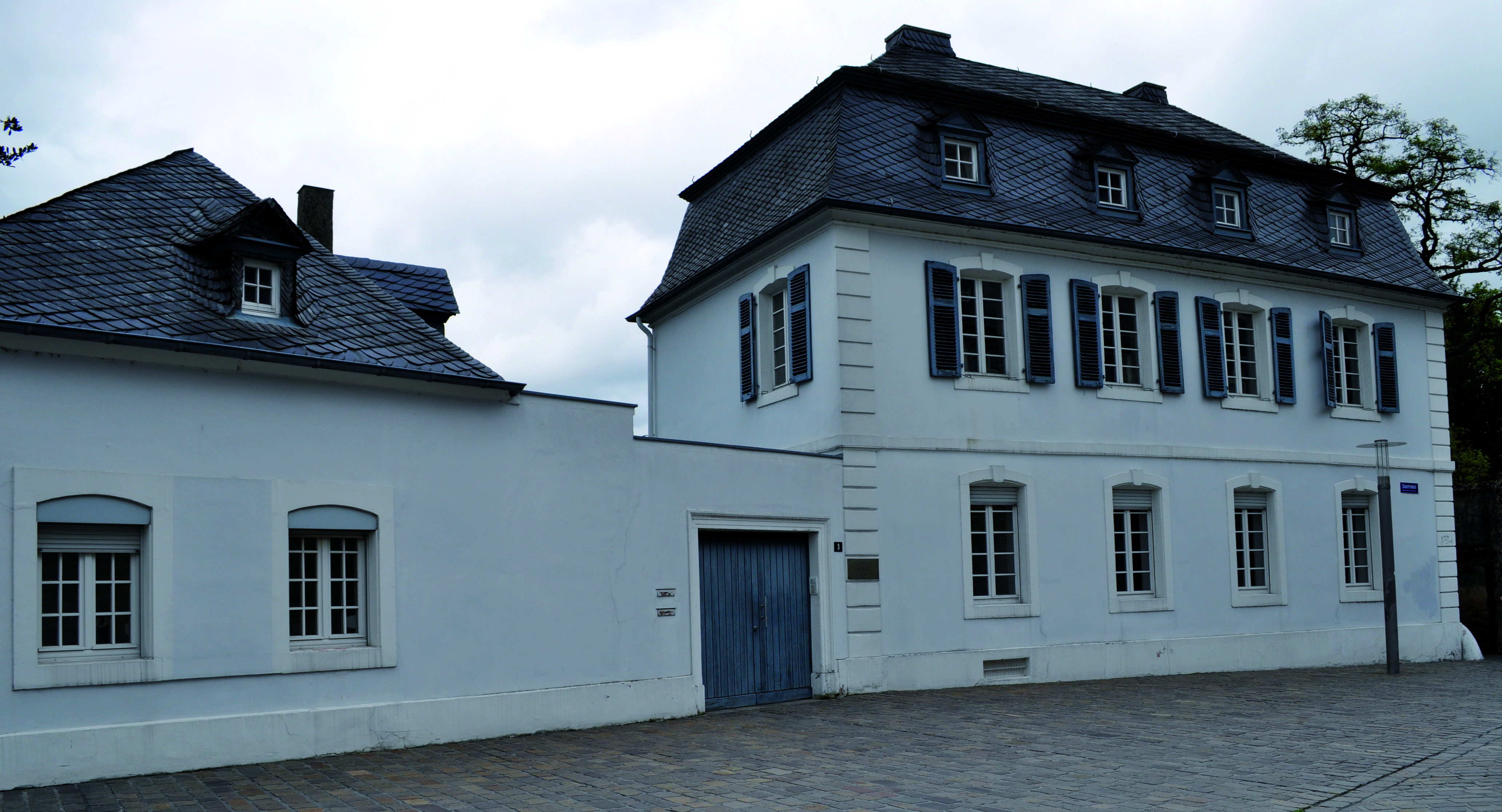
Das Institut für Cusanus-Forschung in Trier

## Vor-Geschichte
Aus einem Artikel aus dem „Trierischen Volksfreund“ aus dem Jahr 1951 lässt sich erfahren, dass im Mai 1951 in Trier „eine Gesellschaft zur Erforschung und Publikation der Ideen des Cusanus und zur Förderung von Nachwuchskräften für dieses Gebiet“  gegründet worden ist. Diese Gesellschaft sollte ein „Cusanus-Institut“ hervorbringen. Schon damals wurde auf die internationale Ausrichtung hingewiesen, die bis heute eine wichtige Basis der Cusanus-Forschung im Allgemeinen wie auch der Arbeit des Institutes in Trier bildet. Was mit dieser frühen Cusanus-Gesellschaft und dem Institut geschah, ist nicht klar. 1958 hat sie wohl noch existiert, denn sie hat die Publikation einer Dissertation gefördert. Vermutlich kurze Zeit später hat diese Cusanus-Vereinigung ihre Arbeit jedoch eingestellt.

## Geschichte
Die Gründung des Institutes geht zurück auf Rudolf Haubst (1913–1992). Er war noch während seiner Zeit als geistlicher Rektor auf Nonnenwerth und Doktorand an der Rheinischen Friedrich-Wilhelms-Universität Bonn von Josef Koch, dem damaligen Direktor des Thomas-Institutes an der Universität zu Köln, gefragt worden, ob er die Leitung der Edition der Cusanus-Predigten (Sermones) im Rahmen der Heidelberger Akademie-Ausgabe übernehmen wolle.
1958 bekam Rudolf Haubst den Ruf auf den Lehrstuhl für Dogmatik und theologische Propädeutik an der Katholisch-Theologischen Fakultät der Johannes Gutenberg-Universität Mainz. Haubst selbst schrieb, dass bei seinen Vorverhandlungen für den Lehrstuhl Mitglieder der damaligen Landesregierung reges Interesse an einem Institut gezeigt hätten. Die Gründung eines solchen Institutes betrachtete er für ein Projekt in der Größenordnung der Predigt-Edition als notwendig. Die Einrichtung eines Institutes knüpfte man jedoch an die Bedingung, dass es eine „Cusanus-Gesellschaft“ geben müsse, die als Trägerin des Institutes fungiere.
Am 26. August 1960 wurde auf Initiative verschiedener Landes- und Kommunalpolitiker hin die „Cusanus-Gesellschaft“ als „Vereinigung zur Förderung der Cusanus-Forschung“ gegründet. Am 18. November 1960 folgte per Senatsbeschluss die Gründung des „Instituts für Cusanus-Forschung“ an der Universität Mainz.
Bereits Anfang der 1970er Jahre befürchtete Rudolf Haubst, die Raumnot an der Universität Mainz könnte den Fortbestand des Institutes nach seiner Emeritierung gefährden. Deshalb nahm er schon zu dieser Zeit halboffizielle Gespräche mit der Vertretern der Universität und der Theologischen Fakultät Trier sowie dem damaligen Vorsitzenden der Cusanus-Gesellschaft auf, um einen möglichen Umzug des Institutes von Mainz nach Trier zu eruieren. In Trier war man angetan von der Idee, das Institut in die Moselstadt zu holen und sah es als Bereicherung für die junge Universität und die schon länger bestehende Theologische Fakultät an, deren Träger das Bistum Trier ist.
Nach der Emeritierung von Haubst wurde das Institut dann 1980 offiziell nach Trier mit Sitz im Gebäude Domfreihof 3 verlegt. Träger war und ist die Cusanus-Gesellschaft mit Unterstützung des Landes Rheinland-Pfalz sowie des Bistums Trier. Die Universität und die Theologische Fakultät Trier zählen das Institut zu ihren An-Instituten, weshalb der offizielle Titel auch „Institut für Cusanus-Forschung an der Universität und der Theologischen Fakultät“ lautet. Seit dem Umzug nach Trier ist am Institut auch eine Stiftungsdozentur eingerichtet, die vom Bistum finanziert wird.
Der Tod von Rudolf Haubst am 19. Juli 1992 war eine tiefe Zäsur in der Geschichte des Institutes, das er gegründet und 30 Jahre lang als Direktor geleitet hatte. Die Lücke, die Rudolf Haubst hinterlassen hatte, wurde bis zum Jahr 2000 von einer Doppelspitze geschlossen. Klaus Kremer, Ordinarius für Philosophie an der Theologischen Fakultät, und Klaus Reinhardt, Lehrstuhlinhaber für Dogmatik und Dogmengeschichte an der Fakultät, sollten gemeinsam die Geschicke des Institutes leiten. Kremer übernahm von Haubst den Vorsitz im Wissenschaftlichen Beirat der Cusanus-Gesellschaft und Reinhardt wurde die Leitung der Arbeitsstelle der Predigt-Edition der Heidelberger Akademie der Wissenschaften anvertraut. Im Sommer 2000 schied Kremer aus der Leitung des Institutes aus. Von diesem Zeitpunkt an bis zum 31. März 2007 lag die Direktion allein in den Händen von Klaus Reinhardt. Auf ihn folgte vom 1. April 2007 bis zum 30. September 2016 Walter Andreas Euler, Ordinarius für Fundamentaltheologie und Ökumenische Theologie an der Theologischen Fakultät Trier. Nach einer kurzen Zeit der Vakanz ist seit dem 2. Mai 2017 Petra Schulte, Professorin für Mittelalterliche Geschichte an der Universität Trier, Direktorin des Cusanus-Institutes. Mit ihr übernahm erstmals eine Historikerin die Leitung des Instituts.

## Projekte/Forschung
Die Edition der Predigten bildete über Jahrzehnte die Basis der Institutsarbeit. Geleitet wurde sie von Rudolf Haubst und Klaus Reinhardt sowie Werner Beierwaltes, dem Vorsitzenden der Cusanus-Commission der Heidelberger Akademie der Wissenschaften. Zur Jahreswende 2004/2005 wurde das Projekt abgeschlossen. Die edierten Predigten liegen in vier umfangreichen Bänden vor.
Auf dieses große Projekt folgten kleinere. In Kooperation mit dem „Kompetenzzentrum für elektronische Erschließungs- und Publikationsverfahren in den Geisteswissenschaften“ (Trier Center for Digital Humanities) entstand das „Cusanus-Portal“. Im Rahmen dieses Projekts (2007–2011), das von der Deutschen Forschungsgemeinschaft gefördert wurde, wurden die lateinischen Opera omnia Nicolai de Cusa deutsche und englische Übersetzungen seiner Werke sowie eine Bibliographie der Literatur von und über Cusanus elektronisch erschlossen, so dass diese jetzt digital im Internet vorliegen.
Ein weiteres bedeutendes, noch nicht abgeschlossenes Projekt ist die vollständige Übersetzung der Predigten des Nikolaus von Kues in die deutsche Sprache. Erschienen sind die Bände 3 (Predigten 122–203) und 2 (Predigten 27–121). Der vierte und letzte Band (Predigten 204–293) wird gerade für den Druck vorbereitet.
2012 begann man im Institut mit den Arbeiten an dem ersten Handbuch zu Nikolaus von Kues, an dem sich zahlreiche nationale und internationale Forscher beteiligten. Das Handbuch erschien 2014 in der Wissenschaftlichen Buchgesellschaft Darmstadt.
Die Erstellung eines Online-Bibliothekskataloges im Verbund mit der Bibliothek des St. Nikolaus-Hospitals/Cusanusstifts Bernkastel-Kues und der Klosterbibliothek Klausen ist ein weiteres Projekt, das der Forschung zugutekommt und weit fortgeschritten ist.
In Zusammenarbeit mit dem Wissenschaftlichen Beirat der Cusanus-Forschung veranstaltet das Institut alle zwei Jahre ein internationales wissenschaftliches Symposion.

### Die Bibliothek des Institutes
Bei der Bibliothek des Institutes für Cusanus-Forschung handelt es sich um eine Spezial- und Forschungsbibliothek zu Leben und Werk des Nikolaus von Kues. Daneben findet sich auch Literatur zu dessen historischen und geistesgeschichtlichen Umfeld. Den Kern bilden Textausgaben und Übersetzungen der Werke des Nikolaus von Kues, eine umfangreiche Sammlung von antiken, mittelalterlichen und frühneuzeitlichen Texteditionen sowie zahlreiche Fachpublikationen der internationalen Cusanus-Forschung. Die vorhandene Literatur stammt in erster Linie aus den Bereichen Theologie, Philosophie und Geschichte. Die Bibliothek beherbergt ferner Mikrofilme des gesamten Handschriftenbestands des St. Nikolaus-Hospitals / Cusanusstiftes in Bernkastel-Kues. Die Präsenzbibliothek umfasst insgesamt ca. 5.100 Bände, ca. 1.100 Aufsätze, Sonderdrucke und Kleinschriften und 750 Mikrofilme.

### Publikationen
Neben der Edition der Predigten des Nikolaus von Kues und der ebenfalls erwähnten Übersetzung derselben werden vom Institut und seinen Mitarbeitern noch zahlreiche andere Publikationen erarbeitet und herausgegeben. Dazu gehören die Mitteilungen und Forschungsbeiträge der Cusanus-Forschung, das Cusanus-Jahrbuch, die Cusanus-Lecture, die Kleinen Schriften der Cusanus-Gesellschaft sowie die Textauswahl in deutscher Übersetzung u. a. m.

### Lehre
Über die Cusanus-Dozentur, bei der es sich um eine Stiftungsdozentur handelt und die an der Theologischen Fakultät Trier angesiedelt ist, beteiligt sich das Institut für Cusanus-Forschung an der Lehre der Theologischen Fakultät sowie der Universität Trier. Zudem veranstaltet das Institut alleine oder mit wechselnden Kooperationspartnern (z. B. VHS Trier und Stadtbibliothek Weberbach/Stadtarchiv Trier) regelmäßig Studientage zu unterschiedlichen Themen aus der Cusanus-Forschung und deren Umfeld.

## Stiftungen
Am Institut sind zwei Stiftungen angesiedelt: die „Satoshi Oide-Stiftung“ zur Förderung von Wissenschaft und Forschung des Institutes für Cusanus-Forschung und die „Dr. Birgit Helander Stiftung zur Förderung der Cusanus-Forschung“ zur Unterstützung der Cusanus-Forschung und des Cusanus-Instituts. Die Helander-Stiftung vergibt in unregelmäßigen Abständen den Cusanus-Preis. Bisherige Preisträger sind: Hermann Hallauer, Erich Meuthen und Anna Reuter.